# Wilki
Wilki (буквально — «Волки») — польская рок-группа, образованная в 1990 году в Варшаве.
Группа была очень популярна в первой половине 90-х годов XX века. Песня Son of the blue sky из первого альбома Wilki была первой польской песней, появившейся на MTV. Этот альбом очень хорошо продавался. В 1995 году ансамбль  приостановил деятельность.
В 2000 году группа возобновила творчество. Группа давала много концертов, в том числе и на разогреве у Reamonn. В 2002 году ансамбль выпустил первый после восьми лет альбом — 4. Группа оставалась очень популярной, альбом хорошо продавался, но характер ансамбля изменился — первый сингл Baśka, похожий на целый альбом, был записан в жанре поп. После этого ансамбль выпустил с коммерческим успехом ещё два альбома.
Wilki — многократный лауреат премии «Fryderyk». Группа выступала на многих фестивалях, в том числе в Яроцине (1992) и Ополе.

## Состав
- Роберт Гавлиньский (вокал, гитара)
- Лешек Биолик (бас-гитара)
- Микис Цупас (гитара)
- Анджей Смолик (клавишник)
- Хуберт Гасюль (ударная установка)

## Дискография
- Wilki (MJM Music, 1992)
- Przedmieścia (MJM Music, 1993)
- Live (Sony Music PL, 1993)
- Acousticus Rockus  (MJM Music, 1994)
- Wilki i R. Gawliński — największe przeboje (Sony Music PL, 2000)
- 4 (Pomaton EMI, 2002)
- Watra (Pomaton EMI, 2004)
- Obrazki (Wilki Records Musc fro EMI, 2006)
- MTV Unplugged (EMI Music Poland, 2009)
- Światło i mrok (Sony Music Entertainment, 2012)
- Przez dziewczyny (Wilki S.C., 2016)
- 26/26 (Universal Music Polska, 2018)

## Избранные хиты
- Son of the Blue Sky 1992
- Aborygen 1992
- Eroll 1992
- Cień w dolinie mgieł
- Eli Lama Sabachtani 1993
- Moja «Baby» 1994
- Beze mnie o mnie
- Baśka 2002
- Urke 2002
- Beniamin
- Bohema 2004
- Atlantyda łez 2006
- Here I Am
- Ja ogień, ty woda 2002
- Na zawsze i na wieczność
- Nie zabiję nocy
- Słońce pokonał cień